# Бесплатне новине
Бесплатне новине су периодично (дневно или седмично) издаване, бесплатне новине са редакцијским садржајем. Обично се деле на фреквентним местима али и дистрибуирају домаћинствима ордеђеног подручја. Најчешће се финансирају продајом огласа, мада постоје и бесплатне новине из области културе (финансиране од стране културних и државних институција), политичке бесплатне новине (финансиране од стране политичких партија или других заинтересованих група) и сл.

## Историја
Бесплатне новине су се појавикле по први пут 1882. године у Немачкој. Новине су се итдавале два пута недељно у Северној Немачкој у граду Либеку. У основу су имале само рекламни садржај. 1940-их година сличне новине су се појавиле и у Калифорнији. Ипак наглу експанзију доживавају у последњим декадама и то нарочито у великим градовима где је дистрибуција оваквих новина веома једноставна.

## Карактеристике
Обично имају мали број страна и вести су кратке и сажете. Износи се само основна информација без коментара, често са елементима сензационализма и не садрже аналитичке чланке који су карактеристични за дневне новине које се плаћају. Циљни конзументи су изразито млади људи чије се навике читања новина и преузимања информација тек развијају. С обзиром на развој различитих могућности добијања информација (новине, радио, ТВ, Интернет, мобилна телефонија...), тешко је прогнозирати шта ће се дешавати у будућности, али постоји уверења да ће увек постојати људи који ће желети да читају новине, које у односу на друге медије имају своје предности пре свега због подробнијег и аналитичнијег приступа текстовима.

## Бесплатне новине у Србији
Власник првих бесплатних новина у Србији је швајцарска медијска кућа Рингиер. Прве бесплатне новине у Србији - новине „24 сата“ које у Београду излазе радним даном, су доступне грађанству од септембра 2006. године. Извор финансирања су, према наводима власника, рекламе, као довољан извор покривања трошкова. Тираж је 150.000 примерака.
У Суботици излазе сваке седмице бесплатне новине под именом „СУ Недељник“ у тиражу од 11000 примерака, на 24 стране. Новине садрже велики број малих огласа, затим информације из Суботице, Сомбора и Бачке Тополе, а садрже и забавне и опште информативне стране (хороскоп, вицеви, рецепти, временска прогноза...).

## Бесплатне новине у свету
Готово да не постоји држава у Европи која нема бесплатних новина, а у свету готово у свим развијенијим државама. Нарочито су присутне у великим метрополама као што је Њујорк, Лондон, Париз и тд. 
У појединим градовима као што је Лондон, неке новине постају бесплатне и повећавају тираж. Први бесплатни часопис у Словенији је Журнал, који излази седмично а касније је дошао још Добро јутро, који је излазио на две седмице а од марта 2007. излази седмично. Тиражи варирају, Журнал има тираж од око 250 хиљада, а Добро јутро око 350 хиљада. У септембру 2007. Журнал је постао дневни часопис. Издаје се у посебним сандуцима поред важнијих места у граду и автобусних станица. У Шпанији постоје четири бесплатна дневна листа: Ке (шп. ¡Que!), Метро шп. Metro), 20 минута шп. 20 minutos и АДН (шп. ADN). Постоје такође бесплатне новине које се деле на локалном нивоу. Од свих ових новина, Метро су интернационалне новине, јер се њихових 57 дневних издања штампа на 17 језика и дели се у 81 граду у 18 земаља света широм Америке, Европе и Азије. Укупни тираж у свим земљама заједно достиже цифру од 6 милиона дневно са око 15 милиона читалаца, према статистичким подацима из 2005. године.

## Википедија у "24 сата"
Примећено је да бесплатне новине "24 сата“ често користе чланке из Википедије на српском језику. Сав садржај Википедије је слободан (под условима ГФД лиценце) и слободно коришћење је добродошло, управо као практична афирмација принципа слободног ширења знања. Међутим, постоји обавеза навођења извора, из простог разлога што је тај садржај и даље слободан и не сме бити ограничен чињеницом да је измешан са садржајем коме се на други начин штити ауторско право.